# (101) Helena
(101) Helena es un asteroide perteneciente al cinturón de asteroides descubierto por James Craig Watson el 15 de agosto de 1868 desde el observatorio Detroit de Ann Arbor, Estados Unidos.
Está nombrado por Helena, una personaje de la mitología griega.

## Características orbitales
Helena orbita a una distancia media del Sol de 2,583 ua, pudiendo acercarse hasta 2,22 ua. Su excentricidad es 0,1407 y la inclinación orbital 10,2°. Emplea en completar una órbita alrededor del Sol 1516 días.